# Slava (Sängerin)

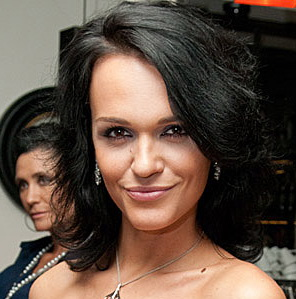
Anastasia Slanewskaja (Slava). 2011

Slava, russisch Сла́ва, eigentlich russisch Анастаси́я Влади́мировна Слане́вская (* 15. Mai 1980 in Moskau) ist eine russische Sängerin, Schauspielerin und Model.

## Leben und Karriere
Geboren wurde Anastasia Slanewskaja in der russischen Hauptstadt Moskau. Ihre Eltern waren in der Ökonomie- und Fahrbranche tätig.
Ihre Karriere begann sie als Schauspielerin und Model. Ihr Film-Debüt hatte Slanewskaja in der russischen TV-Serie Krot/Крот (dt. Der Maulwurf). Erst danach startete sie ihre Gesangs-Karriere. 2007 sah man sie als Lisa in dem Film „Paragraph 78 – Das Spiel des Todes“. Am 1. Juni 2011 siegte sie auf den Muz-TV Awards 2011, nominiert in der Kategorie Bester Song. Titel des Songs war Odinotschestwo/Одиночество (dt. Einsamkeit). Slanewskaja setzt sich für HIV-infizierte Kinder ein.

## Diskografie

### Alben
- 2004: Попутчица
- 2006: Классный
- 2013: Одиночество
- 2015: Откровенно
- 2019: Крик Души
- 2024: Слава

### Kompilationen
- 2007: The Best

### Singles (Auswahl)
- 2013: Одиночество-сука
- 2013: Расскажи мне мама
- 2013: Первая любовь - любовь последняя (mit Irina Allegrowa)
- 2013: Я и ты (mit Stas Pjecha)
- 2017: Однажды ты
- 2018: Твой поцелуй
- 2019: Я устала быть сильной
- 2019: Живу, Как Хочу
- 2020: Подруга
- 2021: Без тебя меня нет
- 2021: Улетела (mit Diskoteka Avariya)